# Carys Lloyd
Isobel Carys Lloyd (* 31. Dezember 2006) ist eine britische Radrennfahrerin, die auf der Straße und der Bahn aktiv ist.

## Sportliche Laufbahn
Als Juniorin Mitglied in der British Junior Cycling Academy des britischen Radsportverbandes, erzielte Lloyd ihre größten Erfolge auf der Bahn. Bei den Bahnradsport-Europameisterschaften der Junioren/U23 2023 wurde sie im Alter von 16 Jahren gemeinsam mit Isabel Sharp Junioren-Europameisterin im Madison, zudem gewann sie Bronze mit dem Team in der Mannschaftsverfolgung. 2024 verteidigte sie mit Cat Ferguson den Titel im Madison und gewann auch den Titel im Omnium. Bei den folgenden Junioren-Weltmeisterschaften 2024 im chinesischen Luoyang wurde sie dreifache Titelträgerin in der Einerverfolgung, im Madison und mit dem Team in der Mannschaftsverfolgung mit neuem Junioren-Weltrekord.
Auch auf der Straße war Lloyd Mitglied der Junioren-Nationalmannschaft, mit der sie im UCI Women Junior Nations’ Cup startete und mehrere Tageserfolge erringen konnte. Anfang August 2024 – noch vor ihren Erfolgen den Bahnradsport-Weltmeisterschaften – gab das Movistar Team Women bekannt, dass Lloyd ihrer Landfrau Cat Ferguson folgt und zur Saison 2025 unmittelbar mit dem Wechsel in die U23 einen Profivertrag beim UCI Women’s WorldTeam erhält.

## Erfolge

### Bahn
2023
- Junioren-Europameisterin – Madison (mit Isabel Sharp)
- Junioren-Europameisterschaften – Mannschaftsverfolgung mit (Ella Jamieson, Cat Ferguson und Isabel Sharp)

2024
- Junioren-Europameisterin – Omnium, Madison (mit Cat Ferguson)
- Junioren-Europameisterschaften – Mannschaftsverfolgung (mit Imogen Wolff, Cat Ferguson und Erin Boothman)
- Junioren-Weltmeisterin – Einerverfolgung, Mannschaftsverfolgung (mit Imogen Wolff, Cat Ferguson und Erin Boothman), Madison (mit Erin Boothman)

### Straße
2023
- Grand Prix Ceratizit Women Junior
- Nachwuchswertung Watersley Ladies Challenge

2024
- zwei Etappen Omloop van Borsele (Juniorinnen)